# Ramsnest Common
Ramsnest Common – wieś w Anglii, w hrabstwie Surrey, w dystrykcie Waverley. Leży 59 km na południowy zachód od centrum Londynu.